# ألكسندر موتون
ألكسندر موتون (بالإنجليزية: Alexandre Mouton)‏ (و. 1804 – 1885 م) هو سياسي، ومحام من الولايات المتحدة الأمريكية ولد في مقاطعة لافايت.
تولى منصب عضو مجلس الشيوخ الأمريكي .

## التعليم
تعلم في جامعة جورجتاون.